# Państwowy Korpus Bezpieczeństwa
Państwowy Korpus Bezpieczeństwa (PKB) – polska konspiracyjna formacja policyjna Delegatury Rządu na Kraj działająca w latach 1940–1944.

## Organizacja
Państwowy Korpus Bezpieczeństwa stanowił zalążek przyszłej służby policyjnej. Jego struktury były powiązane ze strukturami Armii Krajowej i działały na obszarze całego Generalnego Gubernatorstwa. Były to komendy wojewódzkie, obwodowe, powiatowe i rejonowe, a w większych miastach komisariaty. Był on podporządkowany Departamentowi Spraw Wewnętrznych Delegatury Rządu na Kraj. Na jego czele stał Główny Inspektorat, który składał się z pięciu Wydziałów:
- Organizacyjnego,
- Gospodarczego,
- Wyszkolenia,
- Inspekcyjnego,
- Straży Samorządowych i Służby Śledczej.

W terenie występowała Straż Samorządowa (wywodząca się głównie z Milicji Robotniczej PPS-WRN), która stanowiła rodzaj policji miejskiej oraz ochotnicza Straż Obywatelska, działająca na terenach wiejskich.

## Zadania
Polski Korpus Bezpieczeństwa miał ujawnić się w momencie wybuchu przewidywanego powstania powszechnego. Głównymi zadaniami struktur terenowych (Straży Samorządowej i Straży Obywatelskiej) było dbanie o ogólny porządek na wyzwolonych terenach oraz zabezpieczenie ważnych obiektów użyteczności publicznej. Każda gmina wiejska miała za zadanie przygotować jeden komisariat Straży, a gmina miejska – kilka komisariatów. PKB i Straże powinny współdziałać z funkcjonującymi w ramach Polskiego Państwa Podziemnego innymi strukturami parapolicyjnymi: Wojskową Służbą Ochrony Powstania, Wojskowym Korpusem Służby Bezpieczeństwa i Żandarmerią Armii Krajowej.

## Zarys działalności
Projekt utworzenia Państwowego Korpusu Bezpieczeństwa został skierowany do rządu w październiku 1942. 26 czerwca 1943 wydane zostało „Zarządzenie w sprawie utworzenia organów służby bezpieczeństwa w okresie konspiracji”, określiło zasady tworzenia PKB i Straży Samorządowych.
Do jesieni 1942 trwało tworzenie konspiracyjnych struktur PKB. Pozostawał on wówczas formacją dosyć nieliczną, kadrową i nieuzbrojoną. Od końca tego roku rozpoczął się znaczny wzrost jego szeregów, co było wynikiem decyzji Komendy Głównej AK o przejściu do PKB funkcjonariuszy policji granatowej związanych z konspiracją wojskową oraz żołnierzy Ludowej Straży Bezpieczeństwa. W październiku 1943 PKB liczyła prawdopodobnie około 8 400 członków. W lutym 1944 PKB liczył 463 oficerów i około 11 tysięcy funkcjonariuszy. 
Straże Samorządowe i Obywatelskie były jeszcze liczniejsze. W strukturze organizacyjnej w terenie utworzono komendy wojewódzkie, obwodowe, powiatowe i rejonowe, a w większych miastach zakonspirowane komisariaty. Każda komenda wojewódzka miała za zadanie zorganizować oddział odwodowy w sile kompanii, a powiatowa w sile drużyny. Prowadzono także szkolenie oparte na programach przedwojennych kursów policyjnych. Wykładowcami byli między innymi zaprzysiężeni funkcjonariusze granatowej policji. Były organizowane kursy oficerskie, podoficerskie i specjalistyczne (między innymi kurs walki ulicznej, ruchu drogowego czy służby śledczej). Bieżącym zwalczaniem zbrodni podczas okupacji zajmował się Urząd Śledczy PKB, który posiadał w Warszawie wyodrębnioną ekspozyturę o kryptonimie „Start”.
Pełne ujawnienie się struktur PKB nastąpiło jedynie w momencie wybuchu powstania warszawskiego, kiedy przejęto na wyzwolonych obszarach miasta komisariaty granatowej policji.

## Główny Inspektorat PKB
Pierwszym Głównym Inspektorem PKB został podpułkownik Marian Kozielewski „Bratkowski”, przed wybuchem wojny komendant Policji Państwowej miasta Warszawy, jego zastępcami byli: podpułkownik Stanisław Wasilewski, major Stanisław Tabisz „Piotrowski” ze Stronnictwa Ludowego, kapitan Bolesław Kontrym „Cichocki” i najprawdopodobniej Konrad Sieniewicz. Szefem sztabu był major policji Bolesław Buyko. Po rezygnacji podpułkownika Mariana Kozielewskiego jego stanowisko objął w grudniu 1943 Stanisław Tabisz „Pancer”, „Piotrowski”. W lipcu 1943 po ustąpieniu szefa sztabu Bolesława Buyko, funkcję objął podpułkownik Józef Maciejowski „Piecowski”, a po jego ranieniu 5 sierpnia 1944 major NN „Władysław Ryś”.
- Wydział I Organizacyjny – szef podpułkownik Józef Maciejowski „Piecowski”,
- Wydział II Gospodarczy – szef porucznik/kapitan Czesław Witebski,
- Wydział III Wyszkolenia – szef podpułkownik Henryk Charlemagne,
- Wydział IV Inspekcyjny – szef major Piotr Michałecki,
- Wydział Straży Samorządowych – szef major Stanisław Tabisz (od września 1942 do grudnia 1943), kapitan Bronisław Biały „Zygmunt”,
- Centrala Służby Śledczej – kapitan Bolesław Kontrym „Cichocki”[5].